# Итальянская эротическая комедия
Итальянская эротическая комедия (итал. Commedia sexy all'italiana) — один из жанров итальянского кинематографа, поджанр итальянской комедии. Характеризуется обилием женской наготы, но в определенных рамках для предотвращения социальной критики. Фильмы этого жанра — нечто среднее между скабрезными комедиями и юмористическими эротическими фильмами с элементами фарса и некоторым подобием сюжетной линии.

## История
Первые эротические комедии начали появляться в Италии еще в конце 1960-х годов, больший масштаб они приобрели в 1970-е годы. Интерес к съёмкам фильмов этого жанра снизился в начале 1980-х годов, но отдельные эротические комедии можно проследить и до середины 1990-х годов. Кроме Италии, такие фильмы снимались также и в странах Южной Америки.
Итальянская эротическая комедия как поджанр имела свои корни в нескольких жанрах. Стиль мондо популяризировал женскую наготу, разрушая границы дозволенного в итальянском кино. В то же время ряд итальянских комедий 1960-х годов строился на лицемерии и разрушении табу.
В начале 1970-х годов Пьер Паоло Пазолини снял «Трилогию жизни» на основе произведений Боккаччо и Чосера («Декамерон» (1971), «Кентерберийские рассказы» (1972) и «Цветок тысячи и одной ночи» (1974)), которые породили ряд неофициальных продолжений и пародий, объединённых общим названием «Декамеротика».
Ослабление позиций итальянской цензуры в начале 1970-х годов породило массовое производство фильмов в стиле итальянской эротической комедии.
С середины 1980-х фильмы данного жанра меньше появлялись в прокате, так как эротика начала распространяться на телевидение и в журналах, кроме того, более доступными стали порнографические фильмы.
Многие актрисы стали известными благодаря итальянским эротическим комедиям. Так, Эдвиж Фенек, которую считают звездой жанра, построила свою карьеру именно на таких фильмах. Кроме неё, известными актрисами были Глория Гвида, Надя Кассини и Анна Мария Риццоли. Некоторые актрисы после перехода из итальянских эротических комедий стали более известными — Феми Бенусси, Барбара Буше и Кармен Руссо.
Данный жанр фильмов отождествляли также и с мужчинами, известными комиками были Лино Банфи, Пиппо Франко, Альваро Витали и Ренцо Монтаньяни.